# Cabula (Salvador)
Cabula é um bairro de Salvador, localizado no  chamado "miolo" central da cidade. Situa-se entre a BR-324 e a Avenida Luís Viana Filho (Avenida Paralela) e está próximo à região do Iguatemi. Na atual regionalização administrativa municipal, foi incluído na Prefeitura-Bairro (PB) VII Cabula/Tancredo Neves, sendo que na regionalização anterior fazia parte da  Região Administrativa (RA) XI / Cabula.  O bairro faz divisa com todos os outros da região central de Salvador.  
Sua configuração atual resulta de quatro processos históricos: a constituição de antigos quilombos, o povoamento associado a chácaras e fazendas de produção agrícola, a ação do Estado e, mais recentemente, a ação do capital imobiliário 

## História
A ocupação da área do Cabula se processa basicamente em quatro fases:
1. durante o período colonial, formação de núcleos quilombolas, até o século XIX;
2. estabelecimento de chácaras destinadas à produção de laranjas, até os anos 1940;
3. construção de grandes conjuntos habitacionais populares, promovida pelo Estado, a partir dos anos 1970;
4. atuação do capital imobiliário.

Antes da colonização portuguesa, as terras que hoje correspondem ao Cabula eram ocupadas por indígenas tupinambás. 
No século XVI, essas terras teriam sido doadas por Tomé de Souza a Antônio de Ataíde e posteriormente arrendadas a  Natal Cascão, que lá construiu a capela de Nossa Senhora do Resgate, em torno da qual organizou-se um pequeno povoado.
Posteriormente, africanos escravizados fugitivos passaram a procurar refúgio na área, por ser de difícil acesso, com sua topografia acidentada e densa vegetação, mas também por ser dotada de nascentes e drenada pelos rios da bacia do rio das Pedras. Ali se formaram quilombos.
O quilombo do Cabula foi desarticulado na noite de 30 de março de 1807. Na ocasião, pequenas comunidades constituídas de escravizados fugidos, negros libertos e raros brancos pobres que viviam na grande área do Cabula foram atacados por uma  força militar organizada para destruir possíveis quilombos localizados na periferia de Salvador. 
Os quilombos de Nossa Senhora dos Mares e do Cabula, também localizados nos arredores da cidade de Salvador, foram, como os demais de grande importância e periculosidade. Deles tomou conhecimento o então Governador e Capitão General da Bahia, João de Saldanha da Gama Melo Torres Guedes Brito, 6º Conde da Ponte, que de imediato providenciou a sua extinção, mandando, para isso, vir à sua presença, no dia 29 de março de 1807, o Capitão-mor das Entradas e Assaltos do Termo da Cidade do Salvador, Severino da Silva Lessa, ao qual determinou a convocação de uma tropa para a destruição dos referidos núcleos.
No dia 30 me requereu 80 homens da Tropa de Linha escolhidos, e bem municiados, e com os Oficiais de mato e cabos da polícia que lhe pareceram capazes, se cercaram várias destas casas e arraiais na distância de duas léguas desta cidade para os sítios que se denominaram Nossa Senhora dos Mares e Cabula, e com a fortuna de apreenderem setenta e oito pessoas destes agregados, uns escravos, outros forros, e dois dos principais cabeças; houve alguma resistência e pequenos ferimentos, mas nada que mereça maior atenção.
O Quilombo do Cabula foi destruído em 1807, mas a área voltaria a ser ocupada pela população negra. Nas palavras de João José Reis:
As colinas, matas, lagoas e rios aí localizados serviam de suporte ecológico ao desenvolvimento de uma coletividade africana relativamente autônoma, e semiclandestina. A cidade estava cercada de quilombos e terreiros religiosos, comunidades móveis destruídas aqui para ressurgirem adiante, alimentadas pelo fluxo ininterrupto de escravos que sabiam tirar proveito da mobilidade proporcionada pela escravidão urbana. 
Nos início da década de 1820, os remanescentes do Quilombo do Orobó, situado no atual município de Itaberaba, e que fora destruído por forças do governo colonial, em 1797, viriam a se estabelecer, em Cajazeiras/Pirajá e no Cabula. Esses remanescentes formaram, no início da década de 1820, o Quilombo do Urubu, também combatido e destruído pela polícia, em 1826.
Mais tarde, a área passou a ser ocupada por fazendas e chácaras que se notabilizaram pela produção de laranjas. Porém, entre as décadas de 1940 e 1950, as plantações foram
acometidas por uma praga que destruiu os laranjais.
Na mesma época, outra atividade de destaque no período foram as pedreiras, exploradas até a década de 1980, quando as escavações atingiram o lençol freático, e a exploração foi abandonada.

## Etimologia
A origem do nome do bairro  está associada a pelo menos duas versões: uma que a liga às línguas bantas, significando mistério, segredo, algo escondido; e outra, também de origem africana, que atribui ao termo ao quicongo Kabula, nome de um rito religioso baseado em ritmo e dança. 

### Laranja-da-baía
A área do bairro já foi ocupada por chácaras produtoras de laranja-da-baía - também chamada  laranja-de-umbigo, em razão do apêndice polposo característico dessa subespécie  surgida na década de 1810. O fruto não tem semente, reproduzindo-se assexuadamente através de mudas e enxertia. Originária do Cabula, a laranja de umbigo foi, posteriormente, levada para a Califórnia. Em 1873, técnicos em citricultura de Riverside, na Califórnia, receberam 3 mudas de laranja-da-baía. Assim, a variedade se espalhou pelos Estados Unidos e outras partes do mundo, com o nome de Washington Navel.
A praga que destruiu os laranjais entre 1940 e início dos anos 1950 e a expansão horizontal da cidade foram fundamentais para a transformação do uso do solo no Cabula. As antigas chácaras foram sendo vendidas ou parceladas. Na década de 1970, a urbanização avança sobre as extensas áreas verdes do bairro, ligadas pelo caminho chamado de Estrada do Cabula, um prolongamento da Ladeira do Cabula, que dava acesso ao bairro.

### Mata do Cascão
O bairro abriga, ainda, um dos últimos remanescentes de Mata Atlântica da cidade. Trata-se de área pertencente à União (Exército Brasileiro) - a chamada "Mata do Cascão", nome provavelmente alusivo ao antigo arrendatário das terras, Natal Cascão -,  situada nos fundos do quartel do 19º Batalhão de Caçadores. A área da antiga Fazenda Cascão, de 137 hectares, confina com a Avenida Paralela. É contornada por muros e o acesso é controlado. As trilhas, antes eram percorridas somente pelos soldados em treinamento, podem ser utilizadas por visitantes e pesquisadores, mediante autorização do comando do 19° BC.
Apesar da presença de espécies exóticas, como jaqueira e mangueira, a mata está em regeneração, o que pode ser notado pela presença de espécies nativas como pau-pombo, matataúba, pau-paraíba, janaúba, ingá, jenipapeiro, sucupira, pindaíba .
A densa vegetação protege as nascentes do rio Cascão, que alimenta um reservatório de 4.400 metros quadrados de espelho-d'água, construído entre 1905 e 1907, pelo engenheiro Teodoro Sampaio. Todavia o corpo d'água, antes límpido, foi contaminado nos últimos anos  por esgotos domésticos, lançados diretamente no rio Cascão (ou rio das Pedras), oriundos de condomínios residenciais e invasões instaladas nas vizinhanças. Em razão disso, a pesca e o banho foram proibidos.

## Demografia
O bairro do Cabula tem uma população de 23 096 habitantes (0,95% da população total de Salvador), sendo 46,21% homens e 53,79% de mulheres. 
Historicamente, a área foi habitada por quilombolas predominantemente negros. A população local ainda é majoritariamente composta por pretos ou pardos (70,3%). Segundo dados do censo de 2010 do IBGE, 14,38% dos habitantes se declaram brancos; 30,39%, pretos; 1,46%, amarelos; 53,45%, pardos e 0,28% indígenas. 
No tocante à renda, 29,04% dos chefes de família estão na faixa de renda mensal de 5 a 10 salários mínimos. 
Quanto à escolaridade, constata-se que 49,56% dos chefes de família têm de 11 a 14 anos de estudos.

## Economia e comércio
O bairro do Cabula, tem como sua principal via a Rua Silveira Martins (antiga Estrada do Cabula), que percorre todo o bairro. Ao longo dessa via, estão localizados os principais  pontos comerciais do bairro - supermercados, farmácias, academias de ginástica, lanchonetes, restaurantes e diversos outros estabelecimentos comerciais. Há também podemos  três shopping centers de médio a pequeno porte. No Cabula fica localizado um dos maiores shopping centers da cidade o Horto Bela Vista, que oferece serviços comércio e diversos, como cinemas, praça de alimentação e afins, além uma Unidade do SAC (Serviço de Atendimento ao Cidadão). O bairro conta também com várias agências bancarias. Fora das vias principais, encontram-se lojas de menor porte, tais como padarias e outros.

## Infraestrutura

### Educação
O bairro do Cabula possui uma grande variedade de escolas, que vão de escolas particulares a colégios estaduais, municipais e instituições de ensino superior. Entre os colégios estaduais pode-se citar a Escola Estadual Governador Roberto Santos, que oferta aos seus alunos a possibilidade de cursarem os ensinos médio, fundamental e profissionalizante. A escola também possui Laboratórios de informática e ciência, quadra poliesportiva, biblioteca e auditório. Outro colégio é o Polivalente do Cabula, que também oferta aos seus alunos a possibilidade de cursarem os ensinos fundamental e médio. A escola tem como infraestrutura Laboratórios de informática e ciência, quadra poliesportiva, biblioteca. Uma outra instituição de ensino é a Escola Estadual Visconde de Itaparica, que proporciona a possibilidade de os alunos cursarem o ensino fundamental e o supletivo para jovens e adultos. A escola possui Laboratório de informática, sala de recursos multifuncionais para atendimento educacional especializado (AEE), quadra de esportes descoberta e biblioteca. Entre as escolas municipais pode-se citar as escolas municipais Cabula I, Antônio Euzébio e Nossa Senhora do Resgate. Outro importante estabelecimento de educação do Cabula é a UNEB , que tem seu campos localizado na avenida Silveira Martins, onde oferta diversos cursos de ensino superior. Além disso, há alguns anos foi criada no cabula um campus da Escola Baiana de Medicina e Saúde Pública. No bairro também estão localizadas instituições de ensino privado.

### Saúde
No bairro se encontra uma das maiores instituições públicas do Estado da Bahia, o Hospital Geral Roberto Santos (HGRS), que presta atendimentos diversos, entre urgência e emergência, partos, atendimentos ambulatoriais e preventivos. No mesmo complexo do HGRS está localizado o Centro Antiveneno da Bahia, o CIAVE).  Na mesma região está localizada a Unidade de Pronto Atendimento do Cabula (UPA) SAÚDE, que presta atendimentos de urgência e emergência de menor complexidade.  No Cabula também se encontra várias  outras clinicas que prestam atendimentos particulares.

### Transportes
O Cabula conta com sete linhas de ônibus, contudo, diversas outras linhas também passam pela localidade, já que sua via principal, a Rua Silveira Martins, dá acesso a diversos outros bairros da área. Atualmente, o acesso ao Cabula se dá através da Avenida Barros Reis e Rua dos Rodoviários (mais conhecida como Ladeira do Cabula) ou das avenidas Luís Eduardo Magalhães e  Luis Vianna filho (mais conhecida como Avenida Paralela).

## Segurança
Em 2012 o bairro foi destacado positivamente em uma pesquisa do jornal Correio por não ter sido registrado nenhum homicídio ao longo do ano. Segundo a delegada  Francineide "O trabalho da polícia é diferenciado, porque a viatura transita tranquilamente nas ruas. Na Engomadeira (vizinho ao Cabula) o acesso é prejudicado, há muitos becos onde carros não entram, as casas são construídas de forma mais improvisada."
Foi listado como um dos bairros menos perigosos de Salvador, segundo dados do Instituto Brasileiro de Geografia e Estatística (IBGE) e da Secretaria de Segurança Pública (SSP) divulgados no mapa da violência de bairro em bairro pelo Correio em 2012. Ficou entre os bairros mais tranquilos em consequência da taxa de homicídios para cada cem mil habitantes por ano (com referência da ONU) ter alcançado o nível mais baixo, com o indicativo "0", sendo um dos melhores bairros na lista.

## Avaliação
Em março de 2018, o jornal Correio citou o Cabula "entre os seis bairros mais desejados para morar em Salvador", indicando "melhoria da infraestrutura urbana, oferta de serviço e comércio, fácil acesso às principais vias da cidade e lançamento de empreendimentos imobiliários."